# Rødstrømperne
Rødstrømperne, Rødstrømpebevægelsen, var en feministisk rörelse i Danmark som bildades 1970 och var verksam fram till mitten av 1980-talet.
Rødstrømperne hade sitt ursprung i föreningen Individ og Samfund, vilken bildades 1968 då Dansk Kvindesamfunds ungdomskrets bröt med moderorganisationen i protest mot dess passivitet i abortfrågan. Individ og Samfund organiserade organiserade abortresor till Storbritannien och Polen. Rødstrømperne tog sitt namn efter den amerikanska Redstockingsrörelsen, vilken kombinerat borgerligt feministiskt idéarv med socialistisk ideologi och en paroll blev "Ingen kvinnokamp utan klasskamp, ingen klasskamp utan kvinnokamp". Rødstrømperne riktade även uppmärksamhet mot förtrycket av kvinnan i privatlivet och en annan paroll blev ”Det privata är politiskt”.
Inom Rødstrømperne fanns även en lesbisk grupp som bland annat gav ut tidningen Kvinder-Kvinder, men eftersom rörelsen huvudsakligen hade heterosexuella medlemmar ansåg de lesbiska kvinnorna att deras frågor inte togs på allvar, något som ledde till att den självständiga rörelsen Lesbisk Bevægelse bildades genom utbrytning 1974.
Rødstrømperne var organiserade i basgrupper, i vilka endast kvinnor tilläts bli medlemmar. Antalet basgrupper och medlemmar steg snabbt och de arrangerade kvinnofestivaler som lockade tiotusentals deltagare. Kvinnornas aktioner fick stort utrymme i medierna och skapade en omfattande debatt om kvinnans ställning i samhället. Sommaren 1971 anordnades det första av de uppmärksammade kvinnolägren på Femø. År 1975 startades tidningen Kvinder. Rødstrømperne medverkade till förändringar i dansk lagstiftning, bland annat vad gäller fri abort (1973), lika lön (1976) och förbättringar i föräldraledigheten (1980).
Rødstrømperne bidrog även till utvecklandet av kvinnokultur, vilken innefattar bland annat litteratur, teater, konst, musik och film. Rörelsen medverkade även till inrättandet av nya institutioner, bland annat kvinnojourer, Kvindehøjskolen och Kvindemuseet i Aarhus. De medverkade även i grundläggandet av den danska kvinnoforskningen, vilken sedermera utvecklade sig till den nuvarande genusvetenskapen.